# Emtricitabina/tenofovir
Emtricitabina/tenofovir é uma associação medicamentosa utilizada no tratamento e prevenção do vírus da imunodeficiência humana (HIV). São combinados trezentos miligramas de disoproxil fumarato de tenofovir com duzentos miligramas de emtricitabina.
Sob o nome comercial Truvada, do laboratório farmacêutico Gilead Sciences, nas formas farmacêuticas gel ou pílula, foi aprovada nos Estados Unidos pela Food and Drug Administration em 2004.
Em novembro de 2010 foi anunciado que a combinação de medicamentos pode reduzir em 44% o risco de contaminação em homens. No caso, o medicamento é ingerido antes da contaminação, como forma de prevenção em pacientes de grupo de risco.
Em julho de 2012, a FDA (agência do governo norte-americano que regula remédios e alimentos no país) anunciou a aprovação do Truvada como pílula preventiva para pessoas não contaminadas pelo vírus HIV — tratamento conhecido como profilaxia pré-exposição (PrEP ) — inicialmente para pessoas que convivem em grupos de risco, como prostitutas e parceiros de pacientes infectados.
No Brasil a PrEP ja era distribuida na rede de saúde publica pelo SUS e em Setembro de 2021, passou a ser distribuida também na rede privada, para pessoas que iniciam a prevenção com medicos particulares (antes era preciso ter consulta com medicos dos SUS) aumentando assim a oferta para a população e aumento da prevenção da infecção do HIV/AIDS.
A combinação contendo Truvada e efavirenz (Sustiva) é também conhecida pela marca Atripla.

## Indicações
O Truvada pode ser utilizado para o tratamento de infecção pelo HIV (juntamente com outros medicamentos) por adultos e crianças, desde que tenham o peso maior do que 17 quilos.
O medicamento também é indicado para diminuir o risco de infecção pelo HIV em adultos que tenham risco de contrair o vírus, lembrando que o uso de preservativos não deve ser excluído, mas sim complementado.